# Styphelia
Genre
Classification APG III (2009)
Styphelia est un genre de plantes à fleurs dicotylédones de la famille des Ericaceae originaire pour la plupart d'Australie ou des îles du Pacifique.
Ce sont des arbustes de 40 cm à 2 m de haut à port érigé. Les feuilles, pétiolées, elliptiques ou oblongues font de 15 à 35 mm de long sur 3 à 9 de large à bord entier. Les fleurs sont rouges, crème ou jaune.
Un certain nombre d'espèces précédemment incluses dans ce genre ont été ventilées dans d'autres genres comme  Acrothamnus, Agiortia, Astroloma, Brachyloma, Croninia, Cyathopsis, Leptecophylla, Leucopogon, Lissanthe et Planocarpa.  

## Principales espèces
- Styphelia adscendens R.Br. –
- Styphelia exarrhena (F.Muell.) F.Muell. –
- Styphelia exserta (F.Muell.) Sleumer
- Styphelia floribunda (Brongn. & Gris) Sleumer
- Styphelia hainesii F.Muell.
- Styphelia intertexta A.S.George
- Styphelia laeta R.Br.
- Styphelia longifolia R.Br.
- Styphelia melaleucoides F.Muell.
- Styphelia perileuca J.M.Powell
- Styphelia psiloclada J.M.Powell
- Styphelia pulchella (Sond.) F.Muell.
- Styphelia tameiameiae (Cham. & Schltdl.) F.Muell. – Pūkiawe[2] (Hawaï et îles Marquises)[3]
- Styphelia tenuiflora Benth. –
- Styphelia triflora Andrews –
- Styphelia tubiflora Sm. – er
- Styphelia viridis Andrews

### SelonNCBI(24 juil. 2011)[4]
- Styphelia cymbulae
- Styphelia enervia
- Styphelia exarrhena
- Styphelia exserta
- Styphelia longistylis
- Styphelia pancheri
- Styphelia tameiameiae
- Styphelia tenuifolia
- Styphelia tubiflora
- Styphelia viridis